# 上游一号

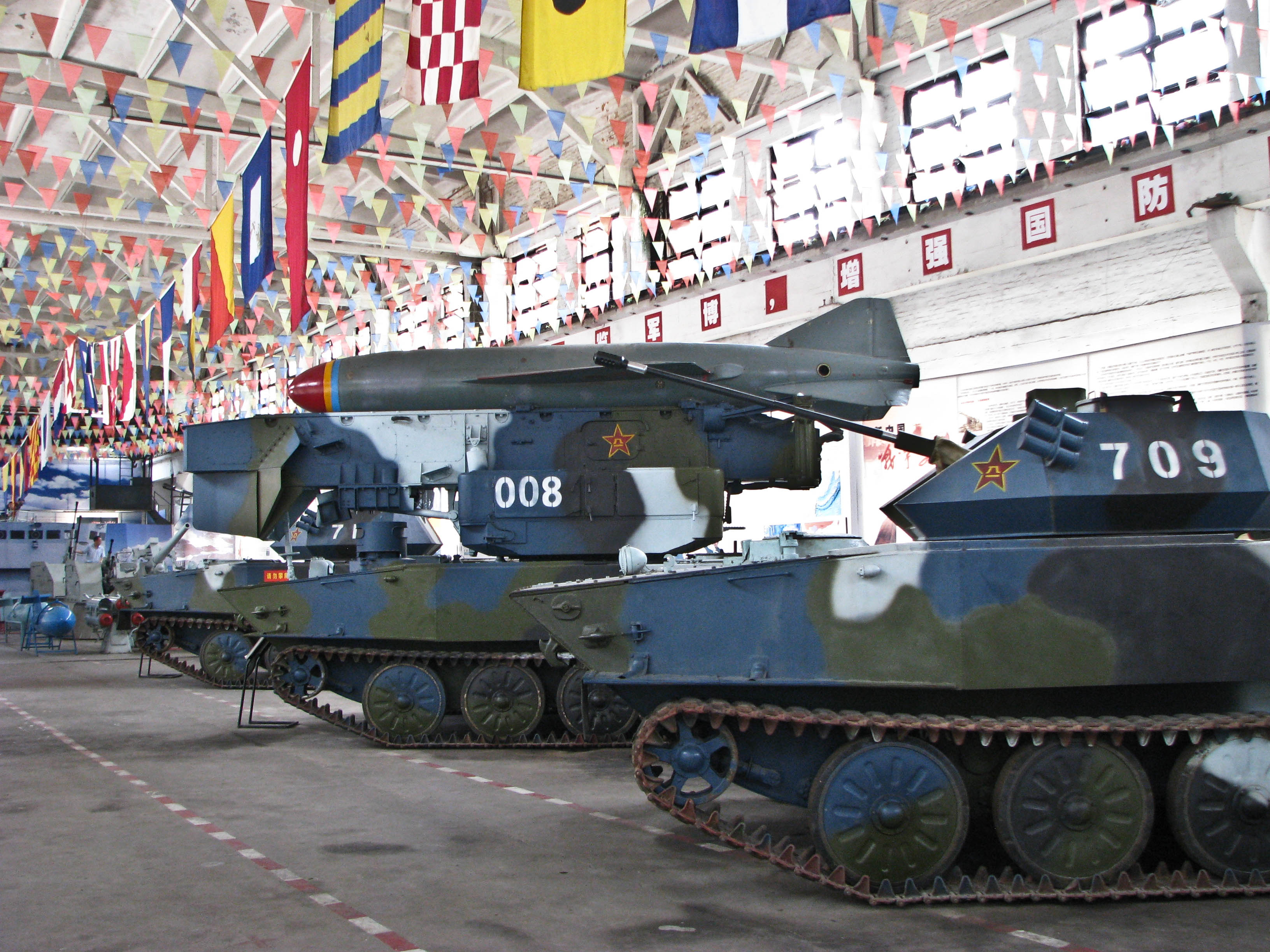
“上游”1号改型机动式岸舰导弹发射车

上游一号反舰导弹（汉语拼音字母缩写为SY-1），北约命名为CSS-N-1 绰号Scrubbrush (硬毛刷)，是中华人民共和国1960年代仿制苏联的P-15「白蟻」高亚音速战术飞航式反舰导弹（北约命名为SS-N-2“冥河”）。上游一号是中国海军装备的第一种舰对舰导弹武器。上游一号反舰导弹装备中国海军主要作为反舰导弹使用，也发展作为岸舰导弹使用。

## 研制历史
1959年2月4日中苏两国就援助中国海军建设签订“援助中国三弹三艇的协议”，苏联向中国提供3弹3艇的实物及技术资料。含两种飞航式导弹技术援助给中国，可视为中国飞航导弹工业技术的起点。其中包括了П-15型飞航式导弹技术的转让，代号为“544”型导弹。在当时是相当先进的武器系统，苏联海军装备时间是1958年。
1960年3月24日，第一机械工业部四局行文把仿制任务交给南昌飞机制造厂（即320厂、对外称洪都机械厂）。南昌飞机制造厂专设绝密的“四零”办公室负责此任务，与厂内生产初教机的人员完全隔绝。1960年4月国防部第五研究院组建海防导弹设计部门开始逆向设计工作。先后任命李同力、吕琳为总设计师。1961年“三年困难时期”国民经济调整，加上中苏关系恶化，苏联撤走专家，544型导弹仿制任务停滞。1963年项目重新上马，开始进入零部件生产阶段。1963年4月，在北京召开了544导弹专业会议，研究解决544导弹仿制中存在的问题。1963年9月，国防科委颁发了《关于544系统技术责任分工的规定》，明确了国防科委所属各院、部在544项目中的分工和责任后，项目终于加快了进度。1963年10月，320厂用苏联留下的零件仿制出第一发544导弹模型弹。1964年底进行了陆上飞行模拟弹试验。1965年5~7月进行了海上发射飞行模拟弹试验。试验弹的控制系统设备采用苏联产品，其他为国产，所以称为混合弹，有人调侃简称“混弹”。此时的544导弹型号已经被定为“上游一号”。1966年5月至7月，进行了岸对舰及舰对舰的遥测弹飞行打靶试验，取得了6发5中佳绩。1966年11月完成了海上实弹定型考核，取得了9发8中成绩。1966年12月9日国家海防导弹定型委员会批准“上游一号”舰对舰导弹仿制定型。1967年8月进入批量生产。
上游一号反舰导弹采用以煤油作为推进剂的液体燃料火箭发动机，由自动驾驶仪、高度表自控飞行，由末端制导主动式雷达引导直至命中目标。上游一号反舰导弹及其改型主要装备了中国海军的021型导弹快艇、024型导弹快艇、053H型护卫舰，以及07型驱逐舰、01型护卫舰的导弹化改装。

### 改进型号
南昌飞机制造厂于1973年10月开始着手对上游一号的膜盒式气压高度表与末端制导雷达存在的缺陷进行改进，由彭历生主持设计，1974年正式下达上游一号改型任务，并命名为上游一号甲型，把圆锥扫描末导雷达改为抗干扰性能较强的单脉冲末导雷达，机械式膜压高度表及垂直速度传感器改为精度较高的无线电高度表。1977年至1980年，“上游一号甲”导弹先后进行了三次定型试验因雷达舱震动过大等问题而未能通过。1982年第四季度，“上游一号甲”定型试验取得6射4中。1984年3月，“上游一号甲”（SY-1A）舰舰导弹被批准定型。提高导弹抗干扰能力，导弹飞行高度降低到50米。1985年装备了053H型护卫舰516号“九江”舰。
在研制上游一号甲型的同时，还研制上游一号甲二次降高弹，导弹巡航飞行过程中，雷达捕捉目标后第二次降高至15米高度平飞。1979年11月29日，上游一号甲两次降高弹首次顺利地完成了二次降高飞行，1983年通过鉴定。
1981年5月，正式下达上游一号换装电视制导的研制任务。1983年12月，正式命名为上游一号乙，末制导改为电视导引头。1985年6月22日，上游一号乙首发试验弹成功命中目标。1985年10月，通过技术鉴定。

## 出口型
岸基出口型称为FL-1，北约命名为CSS-NX-1，使用单脉冲雷达导引头，高精度无线电高度计，巡航飞行高度30米。